# Apagomerina utiariti
Apagomerina utiariti là một loài bọ cánh cứng trong họ Cerambycidae.